# Blocaj scriitoricesc
Blocajul scriitorului este o situație asociată în primul rând cu scrisul, în care un autor își pierde capacitatea de a produce noi creații sau suferă o încetinire a activității de creație. Această situație variază ca gravitate de la dificultatea de a avea idei originale până la imposibilitatea de a crea o lucrare timp de ani de zile. De-a lungul istoriei, blocajul scriitoricesc a fost documentat în numeroase lucrări.
Printre creatorii care au suferit o astfel de stare s-au aflat scriitorii F. Scott Fitzgerald și Joseph Mitchell, desenatorul de benzi desenate Charles M. Schulz, compozitorul rus Serghei Rahmaninov și compozitoarea britanică Adele. Cercetări cu privire la acest subiect au fost făcute la sfârșitul anilor 1970 și în anii 1980. În acest timp, cercetătorii au fost influențați de mișcările culturale ale vremii și s-au axat, prin urmare, în mod special pe procesele de creație. Această situație a fost descrisă pentru prima dată în 1947 de către psihanalistul Edmund Bergler. Cu toate acestea, este posibil ca unii mari scriitori să fi suferit de pe urma blocajului scriitoricesc cu mulți ani înainte ca Bergler să fi descris această situație, precum Herman Melville, care a renunțat să mai scrie romane la câțiva ani după ce a scris Moby Dick.

## Cauze
Blocajul scriitoricesc poate avea mai multe cauze. Unele sunt probleme creative care își au originea chiar în opera unui autor. Un scriitor poate rămâne fără inspirație sau poate fi distras de alte evenimente. Un exemplu fictiv poate fi găsit în romanul Keep the Aspidistra Flying al lui George Orwell, în care protagonistul Gordon Comstock se luptă în zadar să finalizeze un poem epic ce descrie o zi în Londra: „Era prea mare pentru el, acesta era adevărul. Nu a progresat niciodată foarte mult, s-a dezagregat pur și simplu într-o serie de fragmente.”
Alte blocaje pot fi produse de circumstanțe nefavorabile în viața sau cariera unui scriitor: o boală fizică, o depresie, sfârșitul unei relații, presiuni financiare sau senzația de eșec. Presiunea de a crea poate contribui ea însăși la blocajul scriitorului, mai ales dacă el este obligat să lucreze într-un mod care este împotriva înclinației sale naturale (de exemplu, având impus un termen sau trebuind să abordeze un gen sau stil literar nepotrivit). Blocajul scriitorului se poate datora, de asemenea, sentimentului de intimidare în fața unor succese anterioare. Scriitoarea Elizabeth Gilbert, reflectând asupra viitoarelor ei bestselleruri, a sugerat că o astfel de presiune ar putea fi contracarată prin considerarea scriitorilor creativi ca „având” geniu mai degrabă decât „a fi” genii.
S-a sugerat că blocajul scriitorului este mai mult decât doar o mentalitate. În condiții de stres, creierul uman va „transfera control din cortexul cerebral în sistemul limbic”. Sistemul limbic este asociat cu procesele instinctuale, cum ar fi răspunsul „luptă sau fugi”, și cu un comportament bazat pe obiceiurile înrădăcinate profund. Reducerea activității cortexului cerebral împiedică procesele creative ale unei persoane, care sunt înlocuite de comportamente asociate cu sistemul limbic. Persoana nu este adesea conștientă de această schimbare, ceea ce o poate determina să creadă că are un blocaj creativ. În cartea ei The Midnight Disease: The Drive to Write, Writer's Block, and the Creative Brain (ISBN: 9780618230655) din 2004, scriitoarea și neuroloaga Alice W. Flaherty a susținut că creativitatea literară este o funcție realizată de anumite zone ale creierului, iar blocajul ar putea fi rezultatul perturbării activității creierului în acele zone.
Pentru o perspectivă a compoziției, Lawrence Oliver spune, în articolul său, „Helping Students Overcome Writer's Block”, că „elevii primesc puțin sau deloc sfaturi despre cum să genereze idei sau să-și exploreze gândurile și de obicei trebuie să treacă prin procesul scriitoricesc fără îndrumări sau feedback corectiv de la profesor, care își păstrează comentariile și criticile până la definitivarea produsului final”. El spune că studenții „învață să scrie scriind” și de multe ori ei sunt nesiguri și/sau paralizați de reguli.
Phyllis Koestenbaum a scris în articolul „The Secret Climate the Year I Stopped Writing” despre emoțiile ei cu privire la scris, susținând că erau legate de răspunsul profesorului ei. Ea spune: „Aveam nevoie să scriu pentru a simți, dar fără să simt nu puteam scrie.” În contrast cu experiența lui Koestenbaum, Nancy Sommers și-a exprimat convingerea că scrierea nu este finalizată atunci când elevii termină de scris. Ea propune un „parteneriat” între scriitori și instructori, astfel încât răspunsurile să devină o conversație.
James Adams notează în cartea sa, Conceptual Blockbusting, că motivele blocajelor includ frica de asumare a unui risc, „haosul” din etapa anterioară scrierii, incapacitatea de a genera idei sau o lipsă de motivație.

## Tratament
Irene Clark enumeră ca strategii de contracarare a blocajului scriitorului: discuțiile în clasă și în grupuri, ținerea unui jurnal, scrierea liberă și brainstormingul, alcătuirea de planuri și implicarea în text. Pentru a depăși blocajul scriitoricesc, Oliver sugerează ca scriitorii să-și pună întrebări pentru a înțelege procesul de scriere. Atunci el recomandă soluții, cum ar fi chestionare sistematică, scrierea liberă și încurajarea. Un studiu recent la care au participat 2500 de scriitori a avut scopul de a găsi tehnicile pe care scriitorii le folosesc pentru a depăși blocajul scriitoricesc. Cercetarea a evidențiat o serie de soluții de la modificarea timpului zilnic pentru scriere, stabilirea de termene limită pentru a reduce așteptările și folosirea meditației conștiente.

## Sindromul paginii goale
Sindromul paginii goale este similar cu blocajul scriitorului, dar nu este un termen psihologic. I se poate întâmpla unui scriitor în orice moment, indiferent de succesul obținut în carieră. Acest sindrom poate fi foarte supărător pentru autori și duce adesea la o lungă perioadă de timp în care ei nu pot veni cu ceva nou. Strategiile de contracarare a acestui sindrom includ: distragerea de la scris pentru o vreme, citirea unei cărți și forțarea de a scrie ceva chiar dacă nu are sens. Pentru a evita sindromul paginii goale, cel mai bine este să ai o idee atunci când te așezi la masa de scris și să te ferești de amânări deoarece stresul agravează sindromul paginii goale.